# Таклунг Кагю
Таклунг Кагю е тибетска будистка школа, една от „осемте малки школи“ в рамките на Кагю.

## История
Линията Таклунг Кагю е сред разклоненията на Марпа Кагю. Основана е през 1180 г. от един от главните ученици на Пхагмо Друпа – Таклунг Танга Таши Пал  Освен практиката на Махамудра, подобно на останалите Сарма традиции от втората вълна на разпространение на будизма в Тибет Таклулнг Кагю съдържа ученията на Кадам.
Главното седалище на Таклунг Кагю се намира в северната част на Тибет в областта Таклунг в Кхам, където през тринадесети век четвъртият държател на линията Чьодже Сандже Уон построява манастира Ривоче. Впоследствие тази традиция става известна като Мартанг Таклунг в отличие от Лхаса Таклунг.
Школата се разпространява в много части на Тибет, Монголия и дори Индия.
Сегашните държатели на линията са Седмият Пакчок Ринпоче, Седмият Таклунг Ма Ринпоче.и Двадесет и Шестият Таклунг Шабдрунг Ринпоче.